# Costularia hornei
Costularia hornei ist eine Pflanzenart in der Familie der Sauergrasgewächse (Cyperaceae). Sie kommt auf den Seychellen vor.

## Beschreibung

### Vegetative Merkmale
Costularia hornei ist eine ausdauernde krautige Pflanze mit Rhizomen, die eine Wuchshöhe von 1,25 Meter erreicht. Die aufrechten, dreikantigen und unterhalb des Blütenstandes unverzweigten Stängel sind grün mit einem bräunlichen Band oberhalb der Knoten (Nodien). Blatthäutchen sind nicht vorhanden. Die in grundständigen Büscheln stehenden Laubblätter sind bei einer Länge von bis zu 1 Meter linealisch mit gezähnelten Rändern.

### Generative Merkmale
Die rispenförmigen Gesamtblütenstände sind bis zu 45 cm lang mit zahlreichen überhängenden Ästen, die bis zu 12 cm lang sind und über linealischen Tragblättern stehen. Die bis zu 5 mm langen Blütenstiele stehen über pfriemlichen Tragblättern. Die Ährchen bestehen aus ein oder zwei 5 mm langen Blüten, die in den Achseln von Spelzen stehen. Die 5 mm langen äußeren Spelzen sind dreieckig, lanzettlich und häutig. Die oberen Spelzen sind kleiner. Die Rhachis ist gewunden, abgeflacht und besitzt drei Rippen. Die winzigen, länglichen Nussfrüchte sind von sieben oder acht mehrfach längeren, flaumig behaarten, abgeflachten Borsten umgeben.

## Verbreitung
Costularia hornei kommt auf den Seychellen-Inseln Mahé, Silhouette, Praslin und Curieuse vor.

## Lebensraum
Costularia hornei ist eine häufige Unterwuchspflanze, die in mittleren und höheren Höhenlagen vorkommt. Sie ist sowohl an den schattigen Plätzen des Morne Blanc als auch in der prallen Sonne auf dem Glacis am Gipfel des Copolia zu finden. Entlang der Sans Souci Interstate Road wächst sie, häufig in Vergesellschaftung mit dem Zitronengras (Cymbopogon citratus), in winzigen Bodentaschen in Spalten des Granitfelses.

## Taxonomie
Die Erstbeschreibung dieser Art erfolgte 1894 unter dem Namen Schoenus hornei durch Charles Baron Clarke in Conspectus Floræ Africæ; ou, Énumération des plantes d’Afrique. Bruxelles, 5, S. 657. Sie wurde 1938 durch Georg Kükenthal in Repertorium Specierum Novarum Regni Vegetabilis, 44, S. 189 in die Gattung Costularia gestellt. Weitere Synonyme für Costularia hornei (C.B.Clarke) Kük. sind: Costularia hornei var. rectirhachilloidea Kük., Lophoschoenus hornei (C.B.Clarke) Stapf, Tetraria hornei (C.B.Clarke) T.Koyama. Das Artepitheton hornei ehrt den schottischen Botaniker John Horne (1835–1905).

## Weblink
- Costularia hornei in der Roten Liste gefährdeter Arten der IUCN 2013.2. Eingestellt von: Gerlach, J., 2007. Abgerufen am 11. April  2014.